# Augustowski
Augustowski là một huyện thuộc tỉnh Podlaskie của Ba Lan. Huyện có diện tích 1659 km². Đến ngày 1 tháng 1 năm 2011, dân số của huyện là 58704 người và mật độ 35 người/km².